# Alonso de Alvarado
Alonso de Alvarado Montaya González de Cevallos y Miranda (Secadura - Voto , Espanha, 1500 - Lima, Peru, 1556) foi um explorador, conquistador espanhol e cavaleiro da Ordem de Santiago.

## Biografia
Filho de García López de Alvarado el Bueno, senhor da casa de Voz e Rayz em Secadura e herdeiro das vilas de Talamanca e Vilamor, e de María de Miranda, filha de Francisco de Montaya. Quando criança, foi criado por sua tia, Teresa de Alvarado, em Hontoria de la Cantera.
Depois de servir uma temporada na Guatemala sob as ordens de seu tio, o adelantado Pedro de Alvarado, acompanhou-o até o Peru em 1534. Após o retorno de Pedro para Guatemala, juntou-se às forças de Francisco Pizarro. Logo se tornou seu homem de confiança e se encarregou de várias campanhas de conquista, exploração e fundação de cidades.

## Conquista dos Chachapoyas
Alonso de Alvarado foi o precursor das expedições que entraram na Amazônia, com 20 homens partiram do Peru e, subindo a Cordilheira dos Andes, chegaram em 1535 nas terras dos Chachapoyas. Os cronistas contam que os nativos da região de Cochabamba, liderados por um descendente do curaca Huaman Pocras, o simbólico animal "falcão", estavam fugindo há anos da conquista Inca, receberam radiantes os espanhóis, porque os nativos os viam como libertadores da opressão Inca, e presentearam os espanhóis com uma caixa cheia de ouro e duas de prata. Contente, Alvarado retornou ao Peru em busca de mais homens; parou em Lima, para pedir ao Marquês Pizarro permissão para iniciar uma entrada e fundar uma cidade em Chachapoyas. Pizarro deu-lhe não só isso, mas permitiu que ele ficasse com o ouro e a prata que tinha dado aos índios, para resolver o problema. Alvarado retornou com mais soldados para Cochabamba e se reuniu com o resto dos espanhóis, eles todos entraram nas terras dos Chachapoyas. Eles foram acompanhados pelo aliado curaca Huamán, que foi nomeado chefe curaca dos Chachapoyas. No caminho, os índios mostraram inquietação, mas Alvarado conquistou a amizade de algumas pessoas enquanto outras persistiram na resistência. Sentindo-se já forte o suficiente, Alvarado acreditava que era a hora de estabelecer um povoado espanhol na região.

## Primeira fundação de Chachapoyas
No início de 1536, Alvarado fundou a cidade de Chachapoyas, agora a capital do Departamento de Amazonas.
A cidade fundada foi chamada de San Juan de la Frontera de los Chachapoyas e foi construída em um lugar chamado Llavantu ou Levanto. No entanto, a recém-fundada cidade teve que ser abandonada quando não havia sequer passado um ano de sua existência, porque Alvarado e seus homens foram chamados por Francisco Pizarro à Lima com a eclosão da rebelião de Manco Inca (final de 1536). Em 1538 Alvarado voltou à região e fez a segunda fundação de Chachapoyas.
Chachapoyas foi, desde sua fundação, uma base de onde numerosas expedições partiram para a floresta. A lenda do "El Dorado" inspirou a sede de riqueza dos primeiros exploradores espanhóis. Embora o entusiasmo pela recompensa saborosa comandava seus sonhos, suas companhias foram frustradas por inimigos inesperados: fome, doenças , os índios e a floresta em si.
Eldorado, descrito a partir da imaginação do conquistador, é uma cidade com ruas e templos cobertos de ouro e é composta por casas e praças construídas em ouro maciço. Algumas vezes foi procurada ao norte, a partir de Chachapoyas, outras, partindo  de Quillabamba, em outros momentos, alguns exploradores mais recentes localizaram a trilha (mais tarde "perdida") na selva central e até mesmo na Colômbia. No entanto, essa lenda de ouro abriu as portas para o início da colonização e evangelização de algumas das regiões mais extensas e remotas da América do Sul.

## Guerras civis no Peru
Alvarado também participou das guerras civis que enfrentaram Diego de Almagro e Francisco Pizarro. Ele foi feito prisioneiro por Almagro em 1537, mas conseguiu escapar. Mais tarde, com os seguidores de Pizarro e em apoio à sua fidelidade ao rei, Alvarado derrotou os seguidores de Almagro na batalha de Las Salinas em 1538.
Sob ordens de Francisco Pizarro, ele procurou, em 1539, por um lugar ideal para a fundação de uma cidade a meio caminho entre Lima e Cusco. Assim, junto com Francisco de Cárdenas, participou na fundação de Huamanga.
Para vingar a morte de seu pai, Diego de Almagro II, "El Mozo" (O Moço), matou Francisco Pizarro em 1541. No ano seguinte, o governador Cristóbal Vaca de Castro, aliado de Alonso de Alvarado, derrotou "El Mozo" na batalha de Chupas. A lealdade e os méritos de Alvarado foram homenageados por Carlos I de Espanha, que o nomeou membro da Ordem de Santiago e marechal do Peru.
Em abril de 1548, Alvarado tinha que provar mais uma vez a fidelidade à Coroa lutando contra o irmão rebelde mais jovem de Pizarro, Gonzalo. Sob o comando de Pedro de La Gasca, ele garantiu a vitória na batalha de Jaquijahuana.

## Sua campanha de paz
Alvarado deixou Chachapoyas com 140 soldados espanhóis e milhares de índios Chachapoyas, as forças que iam para ajudar os espanhóis sitiados pelos exércitos do Inca Manco. Ele passou por Huamachuco e chegou em Trujillo, onde evitou que vizinhos, com medo dos Incas rebeldes, deixassem a cidade. Partiu então para Lima, que estava cercada pelas forças de Quizu Yupanqui, quando chegou lá, as tropas incaicas haviam se retirado após a morte de seu líder na batalha. Francisco Pizarro recebeu com alegria a Alvarado, que já tinha uma reputação de experiente, e lhe confiou a expedição que iria para Cusco, para socorrer Hernando e Gonzalo, sitiados pelas tropas de Manco Capac II.
Alvarado deixou Lima à frente de 300 espanhóis, bem como seus auxiliares índios e negros. No caminho para Pachacamac, teve rudes confrontos com as forças de Illa Túpac, líder Inca que continuou a guerra de libertação e ainda dominava grande parte da serra central do Peru. Com grandes esforços, Alvarado chegou em Huarochirí, onde se juntou aos reforços liderados por Gómez de Tordoya e Rodrigo Nieto. Repuseram as perdas, e com 500 homens sob seu comando, continuaram sua marcha até a Cordilheira dos Andes. No caminho, sua crueldade se tornou famosa, é dito que cortavam as mãos e narizes de muitos indianos como punição pelo apoio aos Incas. As mulheres tiveram seus seios cortados. Prisioneiros eram marcados no rosto com ferro quente. Os temíveis cães de guerra também foram usados completando seu trabalho horrível de "pacificação".
Chegou em Jauja, onde expulsou, após uma breve batalha, uma pequena guarnição rebelde. Alí permaneceu alguns meses e continuou seu trabalho cruel de "punição". Ele tinha o apoio dos chefes huancas "pró-espanhóis", que como os chachapoyas, eram aliados valiosos dos espanhóis durante a conquista (1537).

## Derrota em Chuquinga e falecimento
Francisco Hernández Girón, protagonizou o que é conhecido como a "última revolta dos encomenderos no Peru". Foi empossado como procurador-geral e presidente da Suprema Corte do Peru. Alvarado, então, levantou a bandeira do Rei em Potosí e saiu com 1.200 homens para lutar contra Hernández Girón (29 de janeiro de 1554). Ele entrou em Cusco em 30 de março e seguiu até Parinacochas. Hernández Girón foi para as montanhas de Nazca e os dois exércitos se encontraram no campo em Chuquinga (província de Aimarás), em 21 de maio de 1554. A mosquetaria gironista causou graves danos ao exército de Alvarado, que sofreu uma derrota esmagadora.
Alvarado foi ferido. Fugiu para Lima, onde viveu seus últimos dias mergulhado na mais profunda melancolia. Morreu em 1556.

## Nota
- Texto inicialmente baseado na tradução dos artigos «Alonso de Alvarado» na Wikipédia em castelhano (acessado nesta versão) e «Alonso de Alvarado» na Wikipédia em inglês (acessado nesta versão).